# Курденьга
Ку́рденьга (рос. Курденьга) — присілок у складі Великоустюзького району Вологодської області, Росія. Входить до складу Орловського сільського поселення.
Стара назва — Курденга.

## Населення
Населення — 12 осіб (2010; 19 у 2002).
Національний склад (станом на 2002 рік):
- росіяни — 100 %